# PASGT

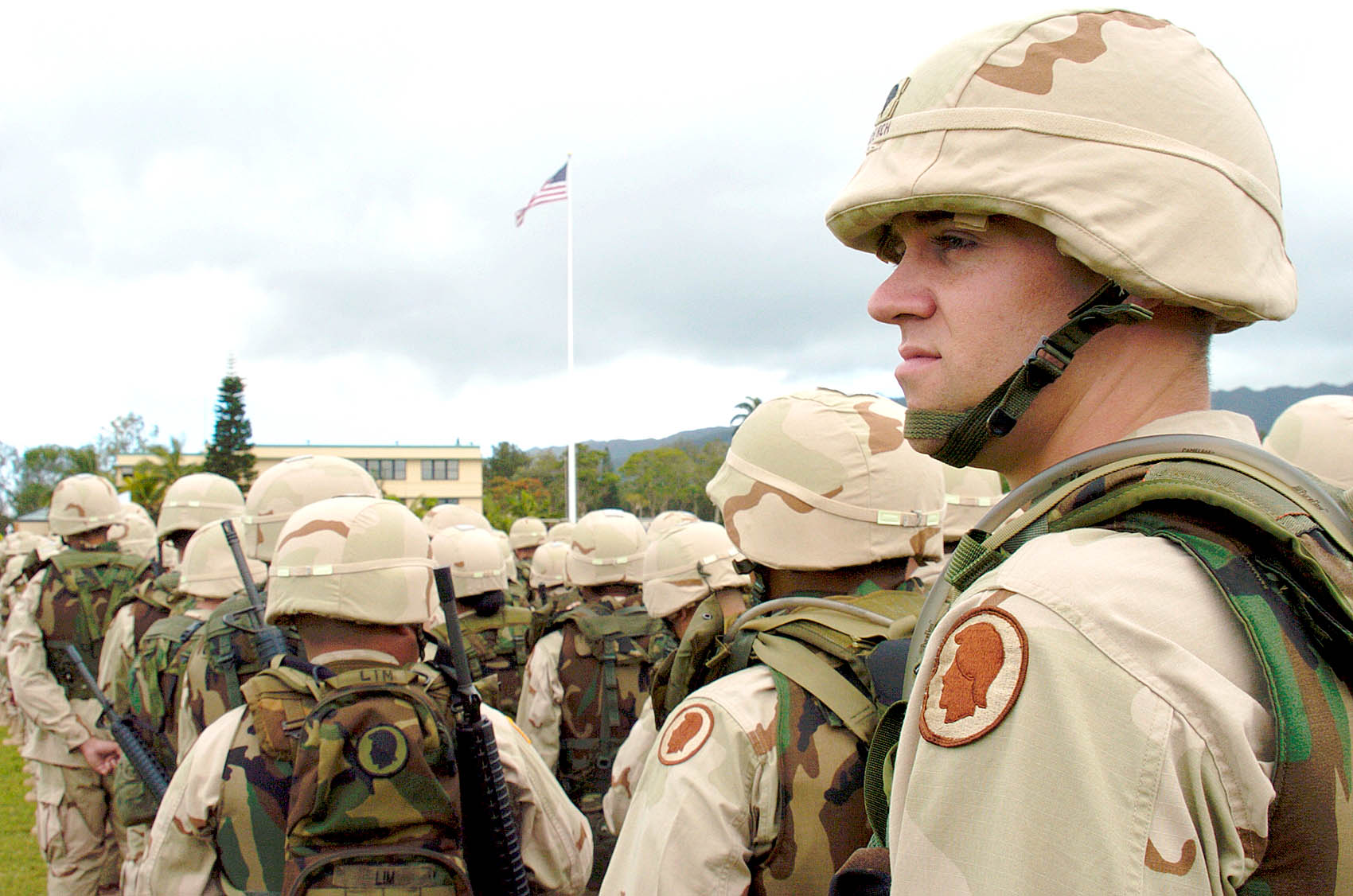
Soldats de la garde nationale des États-Unis portant le casque PASGT

Le PASGT (pour Personnel Armor System for Ground Troops, soit système de blindage personnel pour les troupes terrestres)
était un casque de combat et un gilet pare-balles utilisés par l'armée américaine depuis le début des années 1980 jusqu'en 2003. À partir de 2003, il a été remplacé par le Lightweight Helmet, le casque de combat MICH TC-2000 et le gilet pare-balles Interceptor.

## Casque

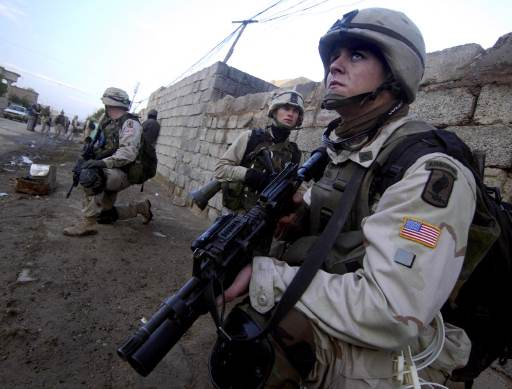
Membres de la aéroportée américaine portant le casque PASGT.

Le casque PASGT, également connu sous le nom de « K-pot » et de casque « Fritz » (ce dernier surnom à cause de sa ressemblance avec le Stahlhelm, le casque de l'armée allemande de 1916 jusqu'à la Seconde Guerre mondiale), est la coiffe standard de l'infanterie de combat de l'armée américaine. 
La coque est faite de 29 couches de Kevlar, un tissu d'aramide balistique traités avec une résine phénolique. Il atteint un niveau de protection de niveau II, et offre une protection contre les menaces balistiques et des éclats d'obus. Il répond à l'exigence 1800 de la norme MIL-STD-662 E. Il pèse de 1 410 g (pour les très petites tailles) à 1 910 g (très grande taille).
Le casque PASGT a été développé en 1975 et a remplacé le casque d'acier M1 en service dans les forces armées des États-Unis depuis fin 1941 et a été utilisé, pour la première fois, au combat en 1983 lors de l'opération Urgent Fury à la Grenade. Le casque PASGT est actuellement remplacé par le casque Advanced Combat Helmet (MICH) dans l'armée de terre et l'armée de l'air des États-Unis et par le Lightweight Helmet (LWH) dans la marine et dans le corps des marines.
Le casque PASGT est généralement de couleur vert olive et peut être équipé d'un couvre-casque de tissu à motifs de camouflage, dont le camouflage M81 Woodland, le camouflage désert à six couleurs, le camouflage désert à trois couleurs (comme indiqué ci-dessus), noir (pour les équipes SWAT), ainsi que le nouveau camouflage MARPAT du corps des marines et le camouflage UCP de l'armée de terre. Le casque est également utilisé par diverses équipes d'intervention. Il est alors souvent de couleur noire avec ou sans revêtement, alors que pour les diverses forces de maintien de la paix des Nations unies, il est souvent peint en bleu ONU. Lorsqu'il est porté avec un couvre-casque, il est également souvent équipé d'une bande tout autour qui a deux pièces réfléchissantes (parfois connu sous le nom d'yeux de chat) sur l'arrière destinée à réduire les tirs fratricides. Ces bandes sont également utilisées pour maintenir de la végétation ou de petits objets personnels, comme avec le casque M1. Ces bandes peuvent également avoir des noms et/ou un groupe sanguin imprimé dessus pour aider à identifier le porteur. Certains casques PASGT  présentent également les insignes de grade du porteur sur l'avant, et/ou le symbole de son unité sur les côtés.
Les options disponibles comprennent un système de fixation qui permet de maintenir des jumelles de vision nocturne NE-6015 (AN/PVS-14 DVNM) ou F5001B (AN/PVS-7B). Il peut également être équipé d'un pare-éclat en plexiglas pour une utilisation dans des opérations de lutte anti-émeute.
Dans une démonstration du Heckler & Koch MP7 sur Discovery Channel dans l'émission Future Weapons, un casque PASGT a subi une pénétration complète lorsqu'il a été frappé de plein fouet par une balle de cartouche 4,6 × 30 mm tiré par un MP7. De même, le site de test d'armes à feu "The Box o' Truth"  a signalé qu'une munition Tokarev 7,62 x 25 mm tirée par une arme de poing ČZ vz. 52, à une distance de 7,6 m, a été capable de pénétrer dans le casque. Dans le même test, la munition 5,56 × 45 mm OTAN et la munition 7.62 x 39 mm ont toutes deux été capables de perforer de part en part le casque.

## Gilet

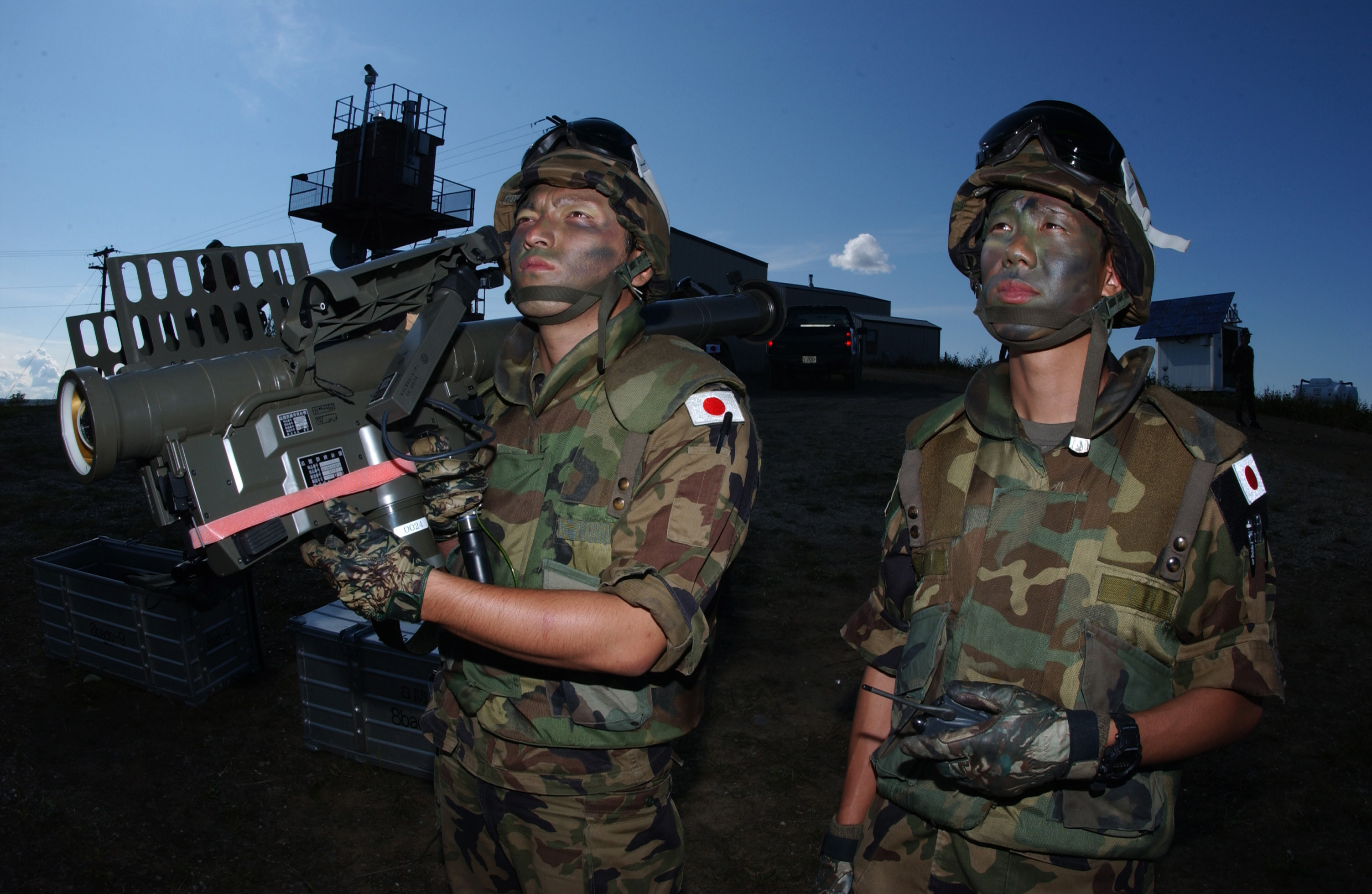
Soldats de la Force aérienne d'autodéfense japonaise avec des gilets PASGT.

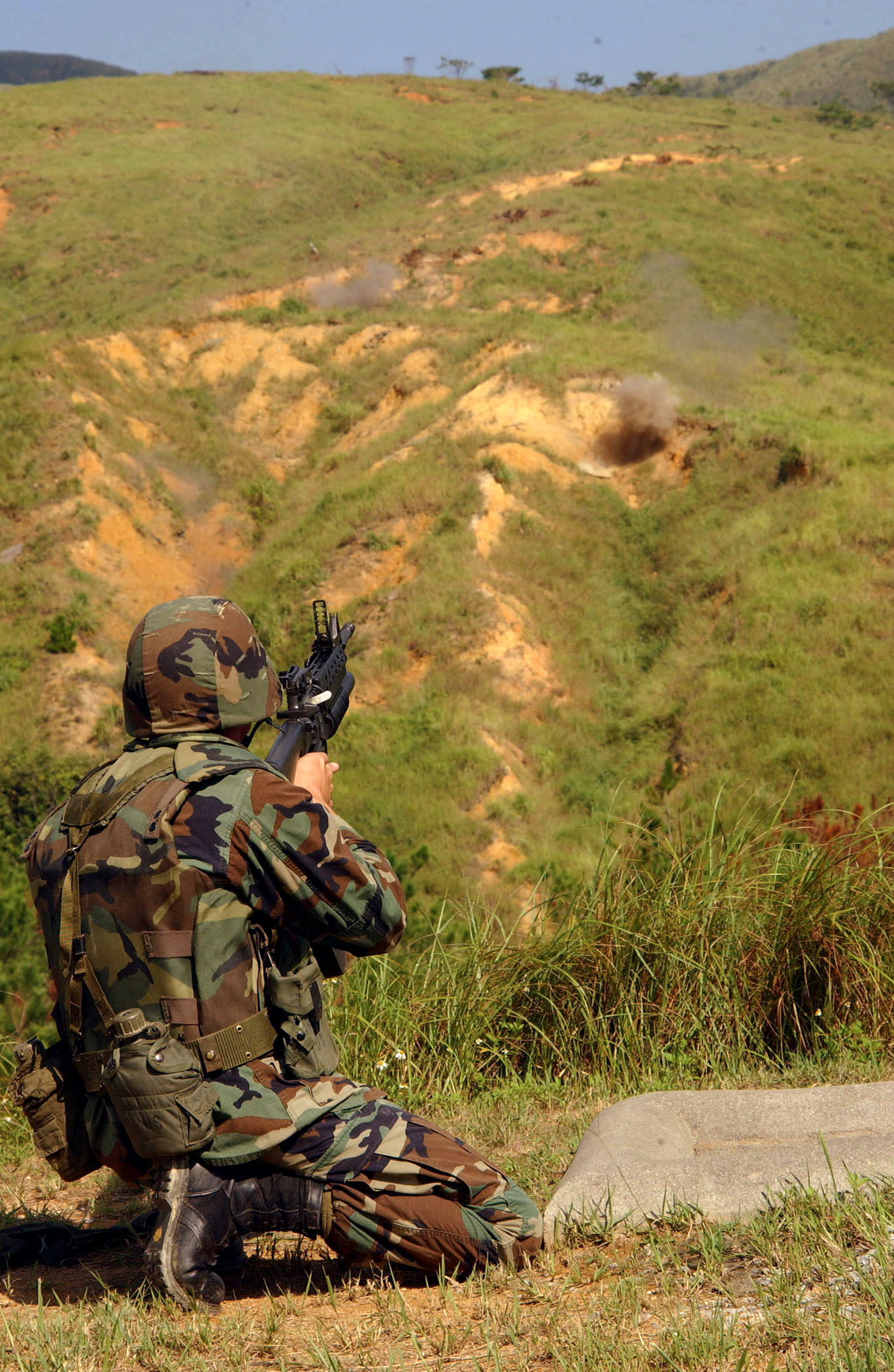
Marin de la marine américaine portant un gilet et un casque PASGT lors d'une qualification avec un lance-grenades M203.

Le gilet Personnel Armor System for Ground Troops, aussi connu comme le « gilet pare-balles », a été le gilet pare-balles standard des forces armées américaines du début des années 1980 jusqu'à environ 2004. Il a alors été remplacé par le gilet pare-balles Interceptor. Le gilet PASGT a remplacé le gilet en nylon M-69 Fragmentation Protective Body Armor de l'époque de la guerre du Vietnam, qui lui-même avait remplacé le gilet M-1952A Fragmentation Protective Body Armor de la guerre de Corée.
Le gilet PASGT utilise pour la première fois du kevlar dans un gilet pare-balles des forces armées américaines, contrairement à ses deux prédécesseurs qui utilisaient du nylon. Bien qu'incapable d'arrêter des balles de fusil, le gilet PASGT offre une meilleure protection contre les éclats et réduit la gravité des blessures causées par des tirs d'armes légères par rapport à la M-69. Soit dit en passant, il fournit à peu près une protection balistique de niveau IIIA, sans tenir compte des blessures contondantes, stoppant des balles de .44 Magnum tirées d'une arme de poing dans certaines méthodes d'essai, tout en étant pénétré par du 9mm FMJ dans d'autres . Malgré cela, le gilet n'a pas été conçu ou destiné à arrêter de petits fragments sans dommage pour l'utilisateur; le niveau de protection 1 (classe NIJ) est une évaluation plus précise, lorsqu'on mesure la déformation de la face interne. Le gilet PASGT pesait environ 4,1 kg, soit légèrement plus que le modèle précédent.
Afin d'assurer une protection contre les balles à haute vélocité, le gilet PASGT a été, en 1996, combiné avec le Interim Small Arms Protective Overvest (Isapo) en attendant l'adoption des gilets pare-balles Interceptor. L'Isapo pesait environ 7,5 kg et se composait de deux inserts de protection en céramique. Le système complet PASGT avec les plaques de céramique pesait plus de 11,4 kg et a été critiqué par de nombreux soldats américains comme excessivement lourd en condition de combat. Les plaques se composent de 13 couches de tissu d'aramide hydrofuge (Kevlar 29). Les couvertures intérieures et extérieures, les épaulières et le rabat de fermeture sur le devant de la veste sont en nylon hydrofuge. Bien que progressivement retiré du service en première ligne en 2003 au moment de la guerre en Irak, certaines unités de l'armée de terre utiliseraient leurs vieux gilets PASGT comme  blindage de fortune pour leurs véhicules en l'absence de kits réservés à cet usage.

## Utilisateurs

### Militaires
- Armée de terre grecque
- Armée de terre et marine argentine
- Australian Army
- Forces terrestres algériennes
- Forces armées géorgiennes
- Armée de terre belge
- Armée nationale colombienne
- Armée nationale afghane
- Armée de terre brésilienne
- Armée égyptienne
- Forces armées estoniennes
- New Zealand Army
- Armée de terre, de l'air et la marine du Pérou
- Armée de terre, et corps des marines des Philippines
- Forces armées roumaines
- Armée de terre de Singapour
- Armée de terre du Sri Lanka
- Armée de terre de la Malaisie
- Armée de terre et de l'air du Mexique
- Armée de terre irakienne
- Armée de terre du Cambodge
- Armée de terre de la Thaïlande
- Armée de terre du Portugal
- Armée de terre de l'Arabie saoudite
- Corps des fusiliers marins de la république de Chine
- Armée de terre de Corée du Sud
- Armée de terre du Venezuela
- Armée de terre du Honduras

### Forces de maintien de l'ordre
- Police grecque EKAM
- Police fédérale préventive (Mexique)
- United States Mint Police
- Police nationale des Philippines
- Police nationale du Pérou
- Pasukan Gerakan Khas (Malaisie)
- Trup Tindakan Cepat (groupe d'intervention anti terroriste en Maliaisie)
- State Protection Group (Nouvelle-Galles du sud, Australie)
- Specialist Response and Security (Australie)
- Special Tasks and Rescue (Australie)
- Special Task And Rescue (Malaisie)
- Tactical Assault Group (Australie)
- Drug Enforcement Administration
- Bureau of Alcohol, Tobacco, Firearms and Explosives
- Los Angeles Police Department (SWAT)
- Oklahoma City Police Department (SWAT)
- New York City Police Department (ESU)
- Hong Kong Police Force (Special Duties Unit, Police Tactical Unit, Airport Security Unit (Hong Kong)) utilise une variante du casque PASGT, le casque AC-100
- Argentine GEOF (Special Operations Group of the Policia Federal Argentina)
- Argentine Grupo Halcón (Halcon special operations group)

### Autres
Certains reporters en Irak et en Afghanistan

## Conceptions similaires

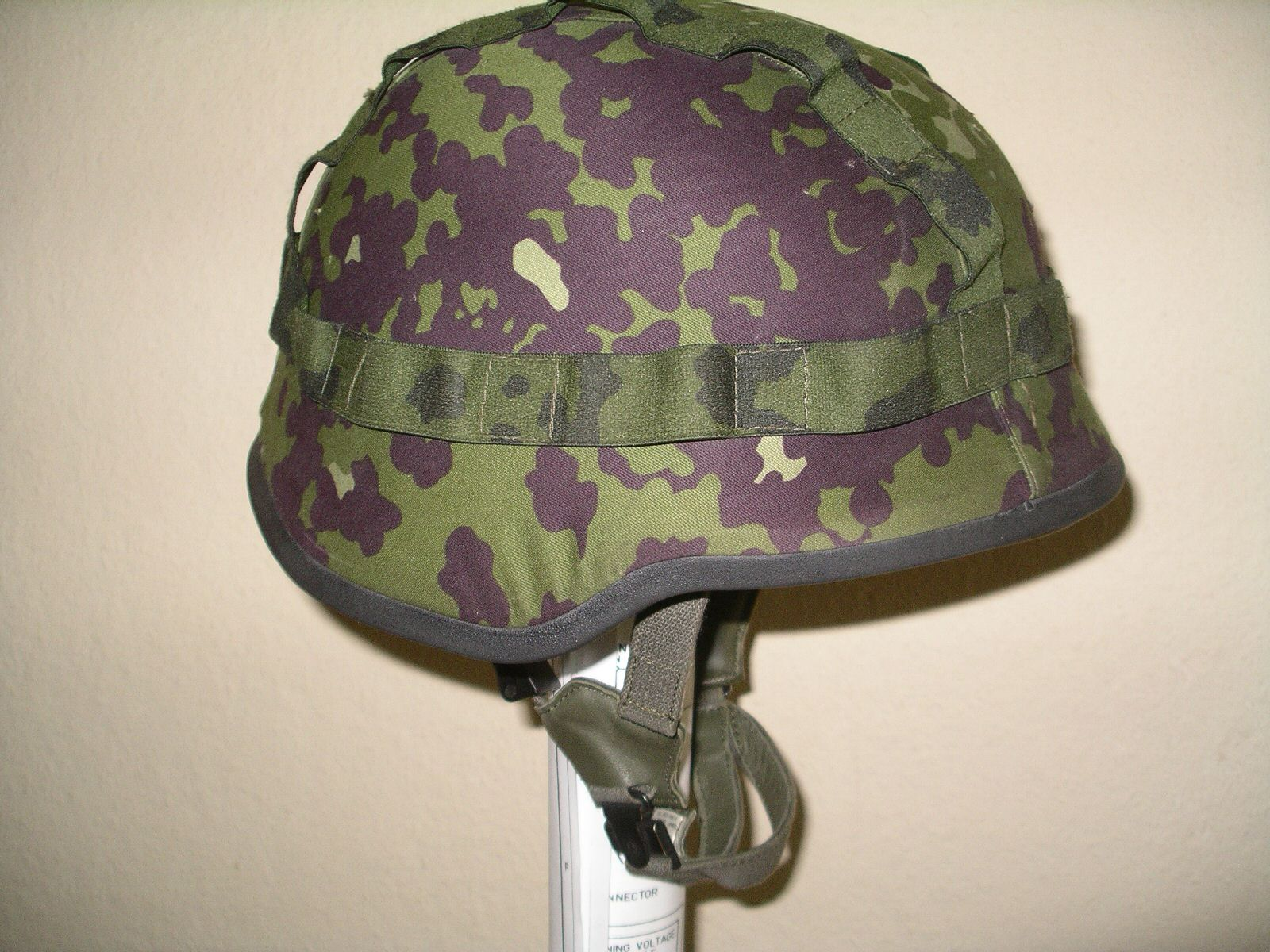
Casque SPECTRA

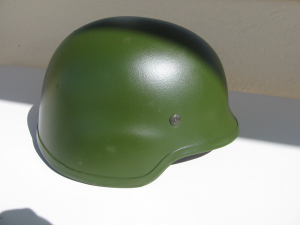
Casque allemand Gefechtshelm (« casque de bataille »)

| Nom                                                          | Origine     | Utilisé par |
| ------------------------------------------------------------ | ----------- | --- |
| Casque SPECTRA                                               | France      | utilisé par les Forces armées danoises, l'armée de terre française et les forces canadiennes. En Autriche, une version localement produite est également utilisée. |
| Casque Lightweight                                           | États-Unis  | utilisé par l'United States Marine Corps |
| Casque MICH TC-2000                                          | États-Unis  | utilisé par l'United States Army |
| Casque léger en acier JK 96a et Casque léger en acier JK 96b | Chine       | Copie chinoise du PASGT utilisé par l'armée populaire de libération                                                                                                |
| Casque kevlar C-1                                            |             | utilisé par les forces armées de Singapour |
| Casque AC-100                                                | Royaume-Uni | fabriqué pour les SAS et les forces de police de Hong Kong |
| VestGuard (version Kevlar et M88)                            | Royaume-Uni | |
| OE TECH TACTICAL                                             | Chine       | copie |
| NDH 2001 and 2006                                            | Chine       | Norinco a produit deux types de casques PASGT en vue d'équiper la police                                                                                           |
| Gefechtshelm Schuberth B826                                  | Allemagne   | utilisé par la Bundeswehr, l'Armée suisse, les Forces armées néerlandaises, les Forces armées estoniennes, et l'Armée Belge                                        |